# Rotter
Rotter (Rattus) er en slægt af gnavere i musefamilien. Der findes omkring 64 forskellige rottearter. Disse pattedyr er større end deres slægtninge musene, men vejer sjældent over 500 gram. Rotter anses ofte for at være skadedyr, som aktivt bliver udryddet af mennesker. Rotter lever nemlig bl.a. af affald, og kan dermed være med til at sprede sygdomme, som kan ramme mennesker og husdyr. Men rotten kan også ses som et vigtigt nyttedyr, da den (sammen med musen), er det dyr der bliver mest anvendt, når der skal laves forsøg til udvikling af ny medicin. Tamrotter bliver også holdt som kæledyr.
Rotte anvendes også som betegnelse for forskellige andre arter af gnavere uden for slægten Rattus, f.eks. bisamrotten.
Det er lovpligtigt at anmelde rotter til kommunen, hvis du ser rotter eller tegn på rotter. Dette gælder både udenfor, indenfor, på offentligt og privat område.

## Arter
- Bisamrotte (Ondatra zibethicus)
- Brun rotte (Rattus norvegicus) – også kendt som vandrerotte.
- Sort rotte (Rattus rattus) – også kendt som skibsrotte, husrotte, "pestrotte".
- Tamrotte – tam udgave af den brune rotte.